# Sammy Hagar & Friends
| Recensione | Giudizio |
| ---------- | -------- |
| AllMusic   | [ 1 ]    |

Sammy Hagar & Friends è un album di Sammy Hagar, uscito nel 2013 per l'etichetta discografica Frontiers Records. È il primo album da solista dopo il suo ingresso nei Chickenfoot.

## Tracce
1. Winding Down – 2:29 – (Sammy Hagar, Taj Mahal)
2. Not Going Down  – 4:57 – (Jay Buchanan, Denny Carmassi, Bill Church)
3. Personal Jesus (originariamente registrato dai Depeche Mode)  – 4:50 – (Martin Lee Gore, Michael Anthony, Neal Schon, Chad Smith)
4. Father Sun  – 3:41 – (Sammy Hagar, Denny Carmassi, Aaron Hagar)
5. Knockdown Dragout  – 2:17 – (Sammy Hagar, Denny Carmassi, Dennis Hill, Kid Rock, Joe Satriani, Ken Livingston, Kyle Homme, Stephen Garvy, Kevin Baldes)
6. Ramblin' Gamblin' Man (originariamente registrato da Bob Seger) – 2:36 – (Bob Seger, The Waboritas)
7. Bad On Fords and Chevrolets  – 3:20 – (Ronnie Dunn, Ray Wylie Hubbard)
8. Margaritaville (originariamente registrato da Jimmy Buffett) – 4:53 – (Jimmy Buffett, Toby Keith)
9. All We Need Is An Island  – 2:42 – (Sammy Hagar, Mickey Hart, Nancy Wilson)
10. Going Down (Live In Studio-Take 1)  – 4:25 – (Michael Anthony, Neal Schon, Chad Smith, Don Nix)
11. Space Station #5 (live) (deluxe edition bonus track) - 5:34 - (Sammy Hagar, Ronnie Montrose, Denny Carmassi, Bill Church, Joe Satriani)
12. Bad Motor Scooter (live) (pre-order bonus track) - 4:39 (Sammy Hagar, Denny Carmassi, Bill Church, Joe Satriani)